# Avelã
A avelã é o fruto da aveleira, avelaneira ou avelãzeira (Corylus avellana), um arbusto da família Betulaceae que cresce naturalmente em quase toda a Europa, Ásia Menor e parte também da América do Norte. A avelã consiste em um fruto mais ou menos esférico a ovoide, lenhoso e indeiscente, cuja casca é extremamente resistente. Em seu interior, encontra-se a semente comestível, de sabor levemente adocicado e algo oleaginosa.
A avelã é consumida ao natural, ou usada em doces, normalmente associada ao chocolate, ao qual acrescenta um sabor muito apreciado.

## Etimologia
"Avelã" procede do latim nux abellana, que significa "noz de Abela". Abela (ou Avella) é uma cidade da província de Avellino, onde abundam as avelãs, que se localiza a 54 km de Nápoles.

## Composição nutricional
- Cem gramas de avelã contêm:
  - Água - 7,0g
  - Proteínas - 17,4g
  - Gordura - 62,6g
  - Carboidratos - 7,2g
  - Minerais - 1,3g
  - Celulose - 3,17g
  - Vitamina B1 - 0,460 mg
  - Caroteno - 0,265 mg
  - Vitamina C - 6,0 mg
  - Calorias - 682 kcal

## Propriedades
A avelã dispõe de um elevado conteúdo de gordura (48-66 por cento), pelo que é muito aproveitada como matéria oleaginosa para objetivos alimentares e industriais.
Bem mastigados, este fruto presta-se muito bem para o consumo cru. Entre 15 e 20 avelãs, devido ao seu elevado teor de proteínas e de gorduras, podem levar à substituição de uma refeição completa, mesmo não sendo indicado. O proveito é ainda muito maior se tiverem sido trituradas num liquidificador, raladas ou moídas. Nesta forma, as avelãs desempenham um papel importante na alimentação dos diabéticos e auxílio para o emagrecimento supervisionado por um profissional da nutrição.
A avelã é utilizada para a elaboração de produtos de grande riqueza alimentar, como o leite de avelã, manteiga de avelã, pasta de fruta de avelã, pastéis de avelã, biscoitos de avelã.

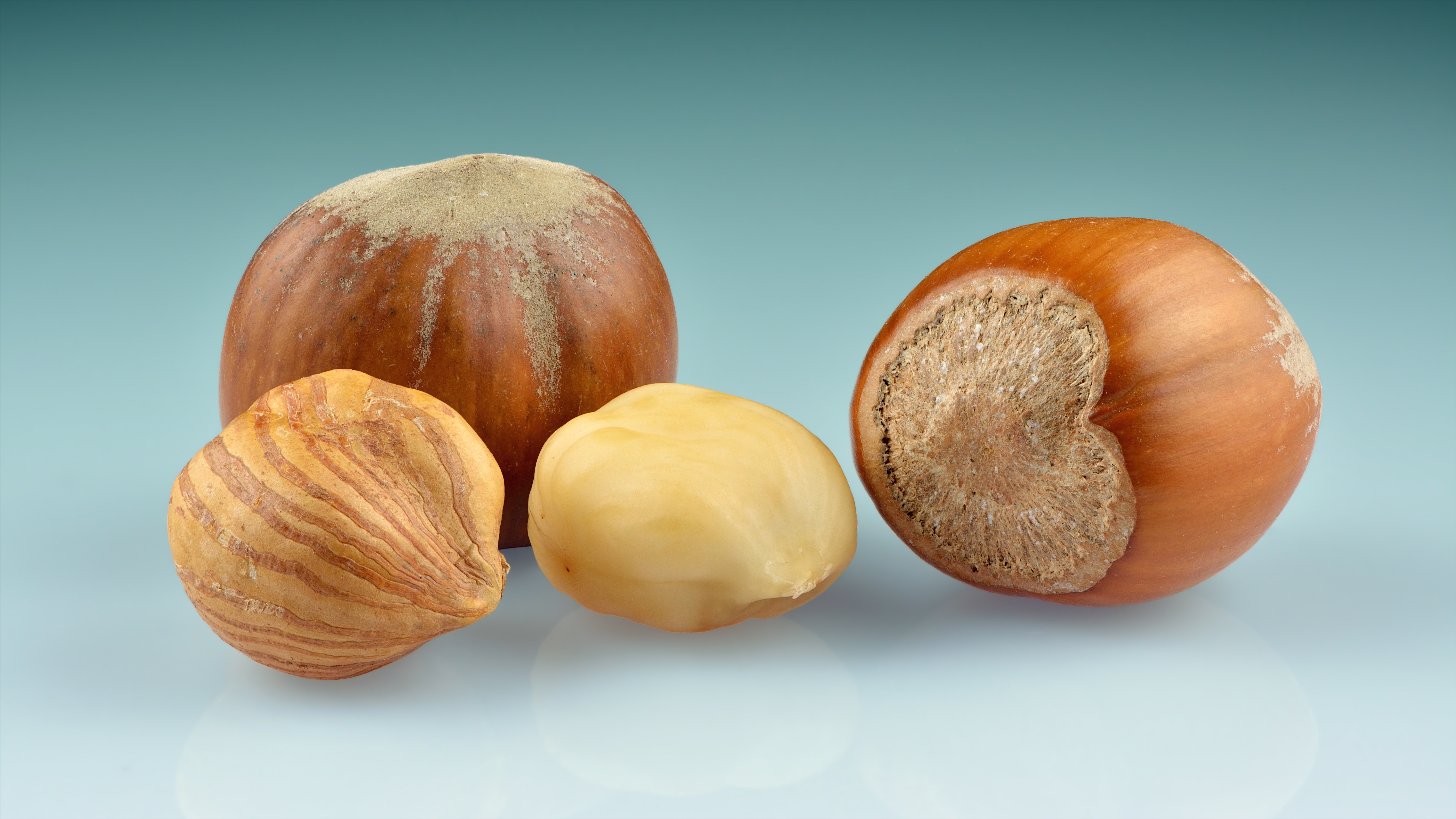
Avelãs

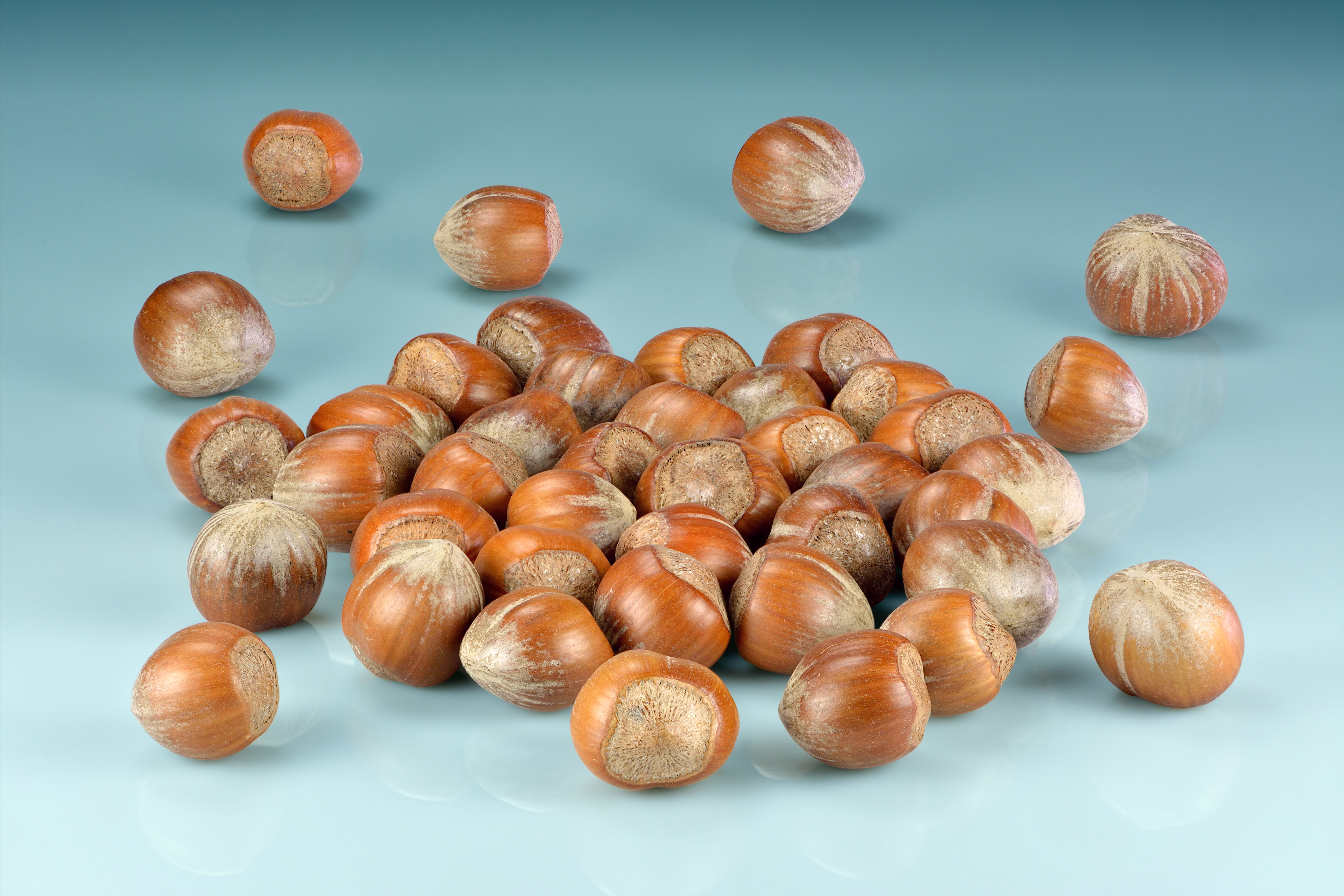
Avelãs

## Produção mundial
| País                                     | Produção em 2018 (toneladas anuais) |
| ---------------------------------------- | ----------------------------------- |
| Turquia                                  | 515 000                             |
| Itália                                   | 132 699                             |
| Azerbaijão                               | 52 067                              |
| Estados Unidos                           | 46 270                              |
| China                                    | 24 790                              |
| Geórgia                                  | 17 000                              |
| Irão                                     | 15 839                              |
| França                                   | 14 988                              |
| Chile                                    | 9 019                               |
| Espanha                                  | 8 033                               |
| Fonte: Food and Agriculture Organization |                                     |